# 혁명의 언덕
《혁명의 언덕》(革命の丘 가쿠메이노오카[*])는 SKE48의 두 번째 정규 음반이다.